# Lunularia capulus
Lunularia capulus is een mosdiertjessoort uit de familie van de Lunulariidae. De wetenschappelijke naam van de soort is voor het eerst geldig gepubliceerd in 1852 door Busk.